# Val-du-Maine
Val-du-Maine – gmina we Francji, w regionie Kraj Loary, w departamencie Mayenne. W 2013 roku liczba ludności wynosiła 640 mieszkańców. 
Gmina została utworzona 1 stycznia 2017 roku z połączenia dwóch ówczesnych gmin: Ballée oraz Épineux-le-Seguin. Siedzibą gminy została miejscowość Ballée.